# Sedric Toney
Sedric Andre Toney (Columbus, 13 aprile 1962) è un ex cestista statunitense, professionista nella NBA.

## Carriera
È stato selezionato dagli Atlanta Hawks al terzo giro del Draft NBA 1985 (59ª scelta assoluta).